# Битва за Голландию
Битва за Голландию или Операция «Reckless» — операция американских войск по освобождению города Голландия в Нидерландской Ост-Индии, проведённая 22—25 апреля 1944 года.

## Предыстория
Город Голландия попал в руки японцев с падением Нидерландской Ост-Индии. Долгое время он был важной тыловой базой 8-го фронта, сражавшегося на Новой Гвинее. Осенью 1943 года в Индонезию из Маньчжоу-го был переброшен 2-й фронт; в качестве разграничительной линии между 2-м и 8-м фронтами был установлен 140-й меридиан восточной долготы, проходивший западнее Голландии.
В связи с продвижением войск Союзников в сторону островов Адмиралтейства, японская Ставка 25 марта 1944 года передала 2-му фронту 18-ю армию и 4-ю воздушную армию, возложив на него ответственность и за восточную часть Новой Гвинеи. 18-й армии было приказано постепенно сосредоточить свои основные силы на подступах к Голландии, прочно удерживать их и разгромить противника, который перейдёт в наступление. В это время основные силы 18-й армии находились восточнее острова Ханса, и чтобы перевести их в новый район, нужно было преодолеть около 500 км.
27 февраля 1944 года американское авианосное соединение нанесло удар по главной базе японского флота в регионе — островам Трук, которой причинил огромный ущерб. Воодушевлённые успехом, американцы стали совершать рейды в западную часть Тихого океана. Голландия была не готова к обороне, поэтому неоднократные воздушные налёты причинили большой ущерб находившимся там японским военно-воздушным силам.

## Ход сражения
21 апреля 1944 года 600 американских самолётов, включая авианосные, подвергли Голландию обстрелу и бомбардировке. На рассвете 22 апреля американская 24-я дивизия начала высадку в бухте Танахмерах (западнее Голландии), а 41-я дивизия — в бухте Гумбольдта (восточнее Голландии). С японской стороны в бой вступили части 18-й армии, а также военнослужащие тыловых служб ВВС и ВМФ. В период с 22 по 25 апреля на морском побережье, у важных тыловых пунктов и в районе аэродромов развернулись ожесточённые бои. Поскольку основная масса военных материалов хранилась на складах, расположенных на берегу моря, они быстро оказались в руках американцев, что лишило японцев возможности эффективно сопротивляться.

## Итоги
В период с 26 апреля по 7 мая японские войска, насчитывавшие до половины исходной численности, сосредоточились в районе Генема юго-западнее Голландии. За счёт местных продовольственных ресурсов они могли продержаться всего несколько дней, поэтому было принято решение продвигаться в направление на Сарми, находившийся в 400 км. 2 мая японская Ставка отдала приказ 18-я армии перебазироваться в западную часть Новой Гвинеи.